# Bulbophyllum elegans
Bulbophyllum elegans é uma espécie de orquídea (família Orchidaceae) pertencente ao gênero Bulbophyllum. Foi descrita por George Gardner e George Henry Kendrick Thwaites em 1861.